# Damadola
Damadola ist eine pakistanische Ortschaft in der pakistanischen Provinz Khyber Pakhtunkhwa. Bis 2018 gehörte sie zur Bajaur-Agency in den Stammesgebieten unter Bundesverwaltung. Sie besitzt wegen ihrer Nähe zu Afghanistan eine strategisch wichtige Lage und ist deshalb immer wieder Schauplatz von Kämpfen.
Damadola und seine Umgebung sind hoch gelegen, ländlich geprägt und von Naturkatastrophen bedroht.

## Lage
Damadola liegt etwa sieben Kilometer von der Grenze zu Afghanistan entfernt. Peschawar befindet sich etwa 100 Kilometer im Süden und die Entfernung nach Jalalabad beträgt etwa 120 Kilometer Richtung Südwesten.
Damadola befindet sich durchschnittlich 1.083 Meter über dem Meeresspiegel. Die Gegend ist stark erdbebengefährdet. So tritt durchschnittlich alle 50 Jahre ein Erdbeben mit einer Stärke von mehr als Sieben auf der Richterskala auf. Auch die Gefahr einer Flut ist sehr hoch.

## Wetter
In Damadola ist es im Juni mit durchschnittlich 36,9 °C am wärmsten. Der kälteste Monat ist der Januar mit nachts durchschnittlich 0 °C. Im Oktober scheint die Sonne im Durchschnitt am häufigsten. Das Klima ist als mediterran klassifiziert (mild mit einem trockenen, heißen Sommer).

## Natur
Die Umgebung von Damadola ist nur wenig kultiviert und die Vegetation größtenteils intakt.

## Militär
Athar Abbas, Sprecher der pakistanischen Armee, bezeichnete Damadola als strategisch wichtig, weil es Afghanistan mit Chitral und dem nordwestlichen Swat-Tal verbindet.
Außerhalb von Damadola befindet sich ein als Verteidigungsanlage genutzter Höhlenkomplex. Die pakistanische Armee fand 156 Einzelhöhlen, die nach Aussage des Kommandeurs des paramilitärischen Frontier Corps, Tariq Khan, bis März 2011 von Kämpfern der Tehrik-i-Taliban Pakistan (TTP) und al-Qaida genutzt wurden.

## Geschichte
Am 13. Januar 2006 griffen Drohnen der Vereinigten Staaten Damadola an, nachdem hier der Aufenthalt der führenden al-Qaida-Mitglieder Aiman az-Zawahiri und Abu Khabab al-Masri vermutet wurde. Beide befanden sich jedoch nicht im Dorf, stattdessen kamen bei dem Angriff 18 andere Menschen ums Leben.
Damadola wurde zwischen Januar und März 2010 bei Kämpfen zwischen der pakistanischen Armee und Aufständischen der Tehrik-i-Taliban Pakistan (TTP) größtenteils zerstört und dabei von der Armee erobert. Bei der Einnahme der Höhlen kamen laut Pakistanischer Armee mindestens 75 Aufständische ums Leben. Neben Einheimischen waren darunter auch Kämpfer aus Ägypten, Usbekistan, Tschetschenien und Afghanistan. Die Ortschaft war das erste Mal seit 1947 wieder unter pakistanischer Kontrolle.